# Pico Caldoveiro
El pico Caldoveiro es una sierra interior del Principado de Asturias, en el norte de España, que abarca 11 359 ha localizadas en los concejos de Proaza, Yernes y Tameza, Grado y Teverga. Su máxima altura es el pico homónimo, con 1354 m, de fácil ascensión desde el pueblo de Villabre. La sierra está incluida en el parque natural de Peña Ubiña, La Mesa e incluye el monumento natural de los puertos de Marabio.
Se pueden diferenciar cuatro grandes zonas:
- los puertos de Marabio, en el centro;
- las cuencas del río Xordón y el arroyo de la Cavadura, en el concejo de Grado.
- la cuenca del río Tameza.
- el valle del río Trubia y del río Teverga, que es la de mayor tamaño.

El Gobierno del Principado de Asturias en atención a sus especiales condiciones ambientales y de entorno en los Puertos del Maravio ha concedido a este amplio y singular paraje una merecida figura protectora bajo el nombre de «Paisaje Natural Protegido del Pico Caldoveiro». Esta figura no ha sido desarrollada y no cuenta con Instrumento de Gestión siendo de aplicación genérica lo dispuesto en la legislación ambiental.